# Église Notre-Dame-de-Toutes-Joies de Nantes
L'église Notre-Dame-de-Toutes-Joies est une église construite en deux périodes, située dans le centre de Nantes.

## Localisation
L'église se trouve dans le quartier Hauts-Pavés - Saint-Félix, encadrée par les rues Octave-Feuillet à l'ouest, Germain-Boffrand au sud, Alexandre-Dumas à l'est et Chanoine-Courtonne au nord.

## Description
Le chœur, en pierre, est daté du XIXe siècle et la nef, en béton, du XXe siècle.
Son orgue, classé aux monuments historiques,,, est réalisé par Louis Debierre en 1863.

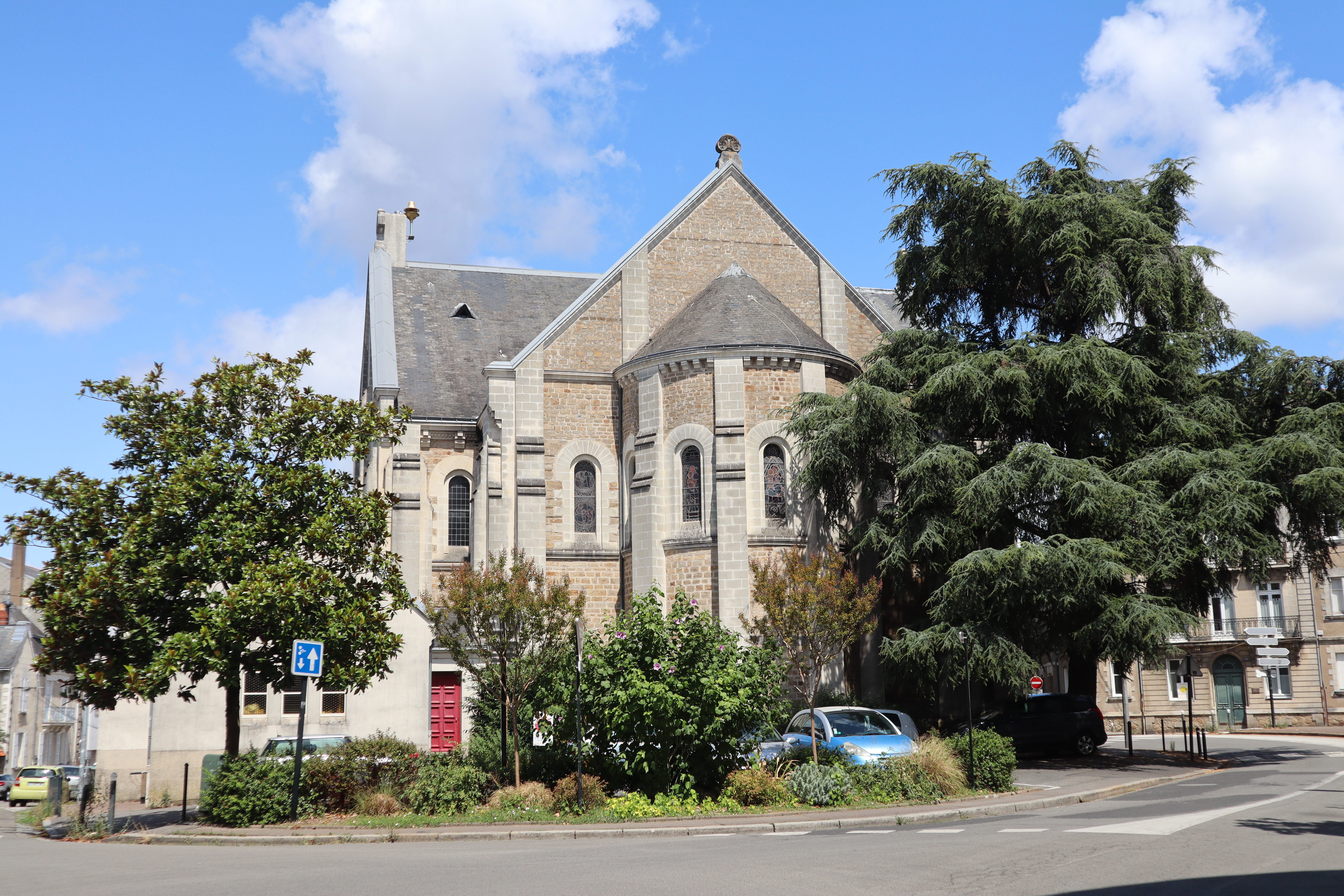
Le chevet
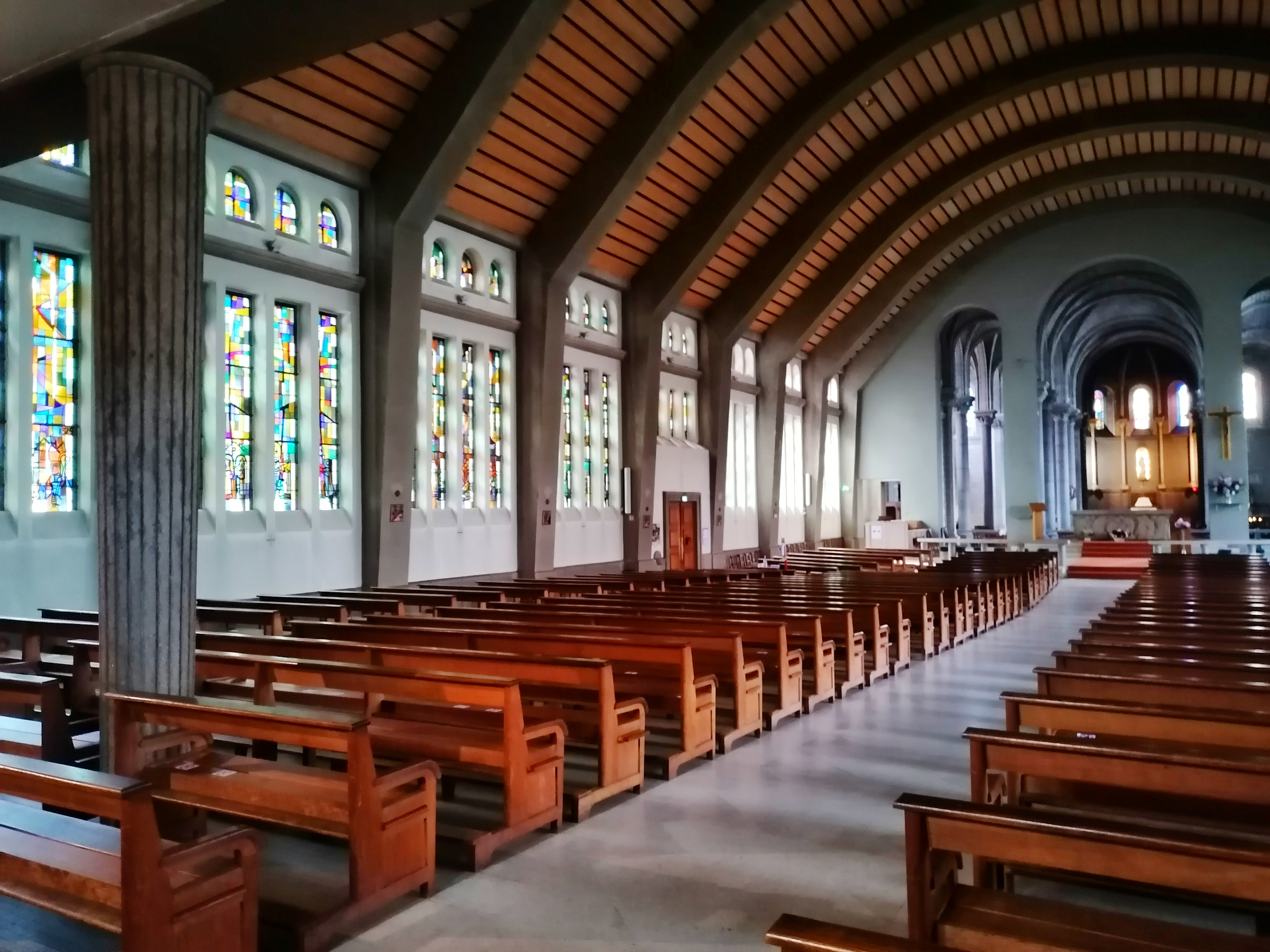
Nef
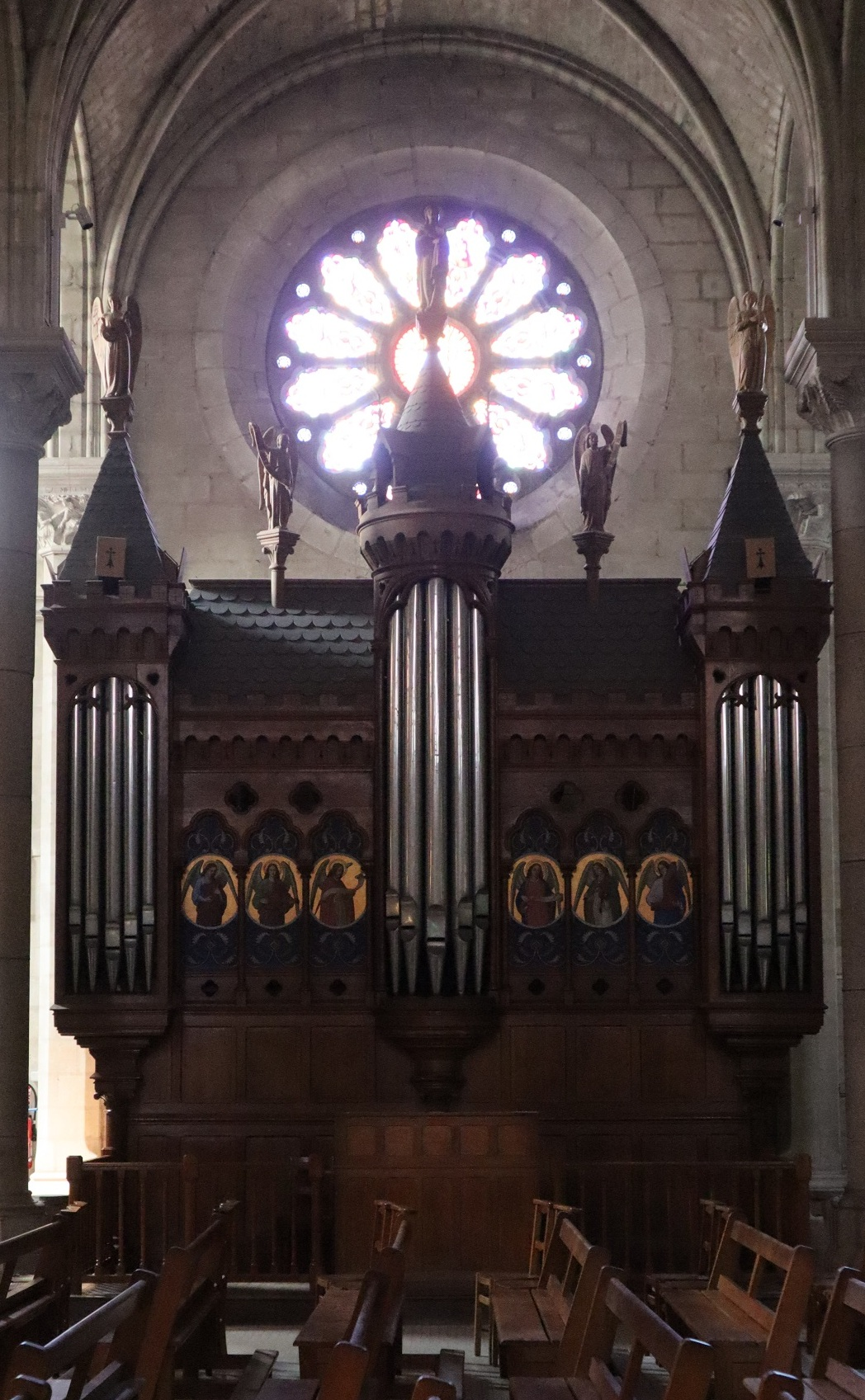
Orgue Debierre
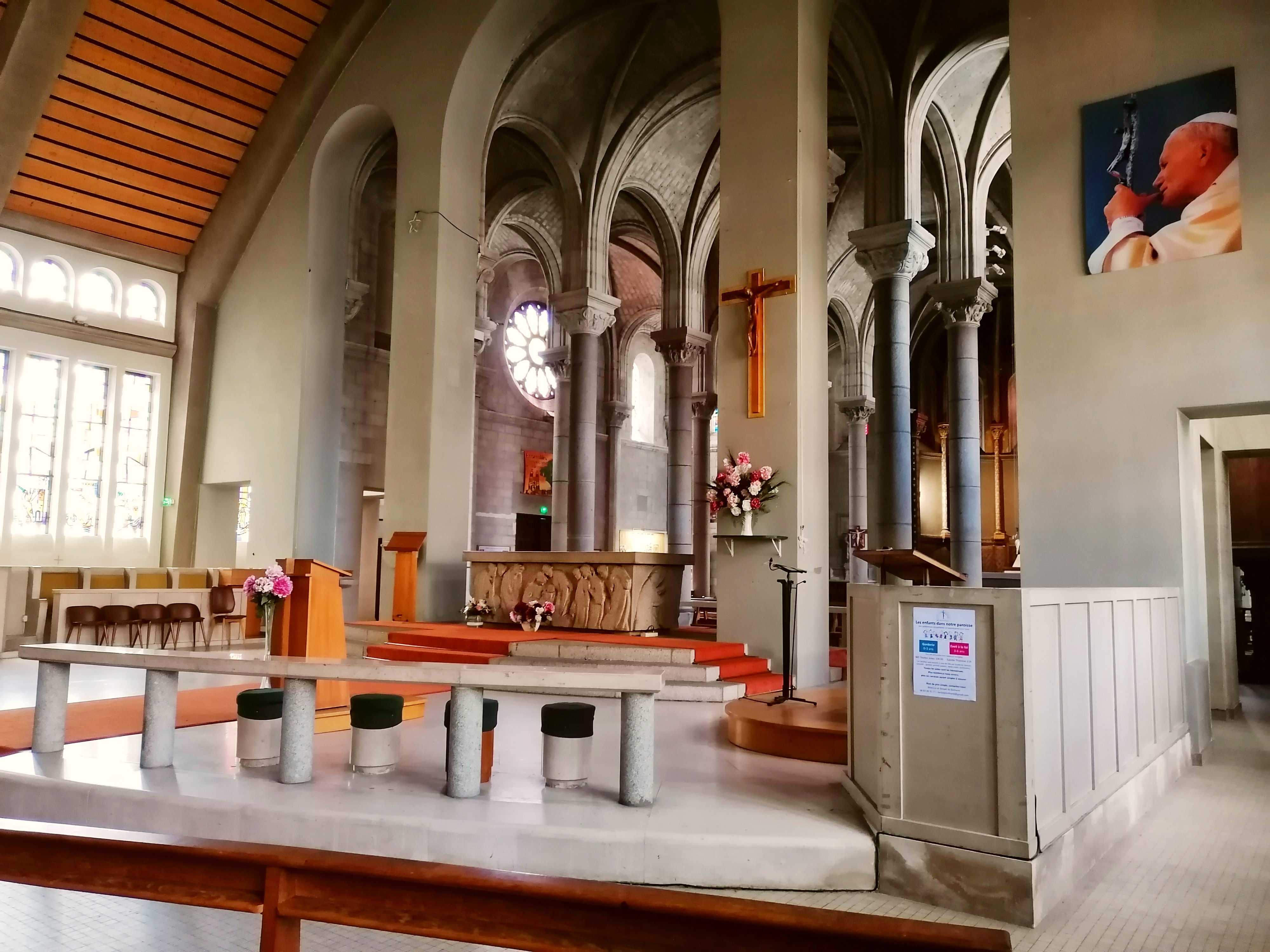
Autel

## Historique
L'actuelle paroisse Saint-Jean-Paul-II résulte de la fusion de celles de Sainte-Thérèse-de-l’Enfant-Jésus et de Notre-Dame-de-Toutes-Joies.